# Santa Teresa (Uruguai)
Santa Teresa és una entitat de població i un suburbi de la ciutat de Rivera, al nord-est de l'Uruguai. Es troba sobre l'Av. Italia, al sud-oest de la capital del departament de Rivera i al nord-oest del suburbi de Mandubí. El rierol Sauzal marca el límit occidental de Santa Teresa.

## Població
Segons les dades del cens de 2004, Santa Teresa tenia 2.171 habitants.
| Any  | Població |
| ---- | -------- |
| 1975 | 162      |
| 1985 | 1.221    |
| 1996 | 1.793    |
| 2004 | 2.171    |
| 2011 | 2.657    |

Font: Institut Nacional d'Estadística de l'Uruguai